# Petar Vorkapić
Petar Vorkapić (in serbo Петар Воркапић?; Belgrado, 15 marzo 1995) è un cestista serbo.